# 스마 (방호순양함)
스마(須磨)는 일본 제국 해군의 스마형 방호순양함의 1번함이다. 함 이름은 고베시의 경승지 ‘스마’를 따서 이름 붙였다. 스마형 방호순양함은 두 척이 제작되었으며, 2번함은 ‘아카시’이다.

## 개요
1892년 요코스카 조선부에서 착공, 1896년 준공했다. 1898년 3월 21일, 함종을 삼등순양함으로 분류했다. 미국-필리핀 전쟁에 의해 1899년 2월부터 4월까지 일본인 보호를 위해 마닐라에 파견되었다.
1900년, 의화단 운동이 일어나자 6월부터 다음달까지 다구(大沽)로 출동했다.
러일 전쟁 시에는 여순항 포위, 황해 해전, 쓰시마 해전, 사할린 작전 등에 참전했다.
1912년 8월 28일, 이등함으로 등급이 변경되었다.
제1차 세계 대전에서는 싱가포르, 인도양, 홍해에서의 작전에 투입되었다.
1921년 9월 1일, 이등해방함으로 등급으로 변경되어, 1923년 4월 1일에 제적이 되어 잡선으로 편입되었고, 사세보 방비대에서 사용되었다.
1928년에 폐선되었다.

## 참고자료
- 구레시 해사역사과학관 엮음 『일본해군함정 사진집, 순양함』 다이아몬드사, 2005년
- 잡지 「마루」(丸) 편집부 『사진 일본의 군함-제5권 중순양함Ⅰ』（고진샤, 1989년) ISBN 4-7698-0455-5
- 해군역사보존회 『일본해군사』제7권, 제9권, 제10권, 제1法規出版, 1995년
- 片桐大自『연합함대 군함 명명전』 보급판, 고진샤, 2003년
- 『관보』